# Матіас Лакава
Матіас Лакава (ісп. Matías Lacava, нар. 24 жовтня 2002, Каракас) — венесуельський футболіст, нападник бразильського клубу «Атлетіко Гояніенсе», в якому грає в оренді з клубу «Академія» (Пуерто-Кабельйо), та національної збірної Венесуели.

## Клубна кар'єра
Матіас Лакава народився 2002 року в місті Каракас. Займався в юнацьких командах низки юнацьких команд венесуельських і європейських футбольних клубів, зокрема «Фрательса Спорт», «Барселона», «Лаціо», «Академія» (Пуерто-Кабельйо), та «Бенфіка». У 2019 році футболіст дебютував у професійному футболі в команді «Академія» (Пуерто-Кабельйо), втім у 2021 році керівництво клубу віддало футболіста в оренду до бразильського клубу «Сантус», а наступного року до португальського клубу «Тондела». У 2023—2024 роках Лакава також на правах оренди грав за інший португальський клуб «Візела». З 2024 року венесуельський нападник також на правах оренди грає в бразильському клубі "Атлетіко Гояніенсе.

## Виступи за збірні
Матіас Лакава 2019 року дебютував у складі юнацької збірної Венесуели, загалом на юнацькому рівні взяв участь у 1 іграх.
Протягом 2020—2022 років футболіст залучався до складу молодіжної збірної Венесуели. На молодіжному рівні зіграв у 6 офіційних матчах.
У 2023 році Матіас Лакава дебютував у складі національної збірної Венесуели. У складі збірної був учасником розіграшу Кубка Америки 2024 року у США. Станом на кінець жовтня 2024 року зіграв у складі національної збірної 2 матчі, в яких забитими м'ячами не відзначився.